# Nicolas Fatio de Duillier
Nicolas Fatio de Duillier (Basilea, 16 febbraio 1664 – Worcester, 10 maggio 1753) è stato un matematico e astronomo svizzero.
Visse a Duillier dal 1672 e frequentò corsi all'Accademia di Ginevra sotto la guida di Jean-Robert Chouët, mostrando un vivo interesse per l'astronomia. Dal 1683 visse a Parigi dove mantenne una corrispondenza con Jean-Dominique Cassini dell'Accademia delle Scienze di Parigi. Partì quindi per L'Aia, poi per Londra dove si stabilì nel settembre del 1691. Nel 1688 entrò come membro della Royal Society di Londra.
Formatosi nella Chiesa Riformata di Ginevra, Fatio fu un entusiasta sostenitore dei Camisardi delle Cévennes che si erano rifugiati a Londra sotto il nome di Profeti francesi. Emigrato in Olanda, intraprese un viaggio missionario in Asia Minore.
Fece ricerche sulla distanza del Sole dalla Terra e sull'aspetto degli anelli di Saturno. Escogitò metodi per lavorare i vetri dei cannocchiali, per perforare i rubini e applicarli agli orologi, per misurare la velocità di una nave.
È noto soprattutto per aver attribuito al suo amico Isaac Newton l'invenzione del calcolo differenziale durante la lite di quest'ultimo contro Gottfried Wilhelm Leibniz.
Fu tra i primi a formulare una teoria cinetica della gravitazione, in seguito sviluppata da Georges-Louis Le Sage.